# Крива Бара (Врачанська область)
Кри́ва Ба́ра (болг. Крива бара) — село у Врачанській області Болгарії. Входить до складу общини Козлодуй.

## Населення
За даними перепису населення 2011 року у селі проживали 397 осіб, з них 38 осіб (97,4%) — болгари.
Розподіл населення за віком у 2011 році:
Динаміка населення: